# Ruth Moufang
Ruth Moufang, född 10 januari 1905 i Darmstadt, död 26 november 1977 i Frankfurt am Main, var en tysk matematiker. Hon är känd för sitt arbete inom non-associativ algebraisk struktur, och en sådan, Moufang loops, fick sitt namn efter henne.
Hon blev doktor i projektiv geometri vid Johann Wolfgang Goethe-Universität Frankfurt am Main 1931. Under Nazityskland förbjöds hon ett professorskap i enlighet med den nazistiska arbetspolitiken att ersätta kvinnor med män i arbetslivet. Hon arbetade istället i den privata sektorn och blev den första kvinnliga industrimatematikern i Tyskland då hon anställdes i Kruppkoncernen. Efter andra världskriget kunde hon 1946 fortsätta sin akademiska karriär och blev 1957 den första kvinnliga professorn vid Johann Wolfgang Goethe-Universität Frankfurt am Main. 